# Deltone
En deltone er en enkel sinustone som sammen med andre deltoner giver en sammensat tone. Deltonernes forskellige styrke og frekvens giver den sammensatte tone sin klangfarve. Den deltone som har længst frekvens kaldes grundtonen og samtlige andre deltoner kaldes overtoner. Tonerne fra alle akustiske instrumenter er sammensatte og indeholder altså flere deltoner.

## Harmoniske deltoner
Tonen i menneskets stemme og i de fleste musikinstrumenter har deltoner hvis frekvenser er jævne multipler af første deltone, altså af grundtonen. En trombone som skal spille tonen A ved 110 Hz i stor oktav spiller i virkeligheden en kompleks tone som samtidigt indeholder 110, 220, 330, 440 Hz og så videre. Frekvenserne viser en serie som kaldes naturtoneserien eller den harmoniske deltonserie. Hvis den første deltone har frekvensen f, har deltone nummer n frekvensen n•f, hvilket giver serien f, 2f, 3f, 4f, 5f og så videre. Af disse ligger deltonerne f, 2f, 4f, 8f, 16f og så videre i oktavafstand.